# Jizhuanti
Jizhuanti is de tweede hoofdvorm waarin Chinese historische werken zijn geschreven, naast geschiedschrijving in de vorm van annalen (biannianti). Zij bestaat uit een combinatie van annalen (ji, 紀) met in ieder geval exemplarische overleveringen (biografieën, liezhuan,傳) en soms ook met verhandelingen (zhi, 志), chronologische tabellen (biao, 表) en genealogisch registers van families (shijia, 世家). De term jizhuanti is een samentrekking van de naam van de twee hoofdbestanddelen ji (annalen) en zhuan (biografieën) met de toevoeging ti (vorm). Bij jizhuanti kan dezelfde historische gebeurtenis vanuit verschillende invalshoeken worden beschreven.
Deze vorm van geschiedschrijving werd overgenomen door Chinese buurstaten in Oost-Azië zoals Japan (waar deze vorm kidentai, 紀伝体, きでんたい) wordt genoemd), Korea (gijunche, 기전체, 紀傳體) en Vietnam.

## Ontwikkeling
Tot in de eerste eeuw v.Chr. was geschiedschrijving in de vorm van annalen de enige vorm van Chinese geschiedschrijving. Sima Qian (ca. 145 v.Chr. - ca. 86 v.Chr.) combineerde in zijn Shiji als eerste de keizerlijke annalen met andere vormen van geschiedschrijving. Hij voegde er exemplarische overleveringen, verhandelingen, chronologische tabellen en genealogisch registers van families aan toe. Sindsdien is dit combineren in alle opeenvolgende dynastieke geschiedenissen toegepast, inclusief de voltooide, maar niet gepubliceerde herziening van het Ontwerp voor een geschiedenis van de Qing uit 2015. Weliswaar werden niet steeds alle categorieën gebruikt, maar het gebruik voor dynastieke geschiedenissen gaf deze vorm van geschiedschrijving een exclusieve status.

## Belang
Bij jizhuanti wordt dezelfde historische gebeurtenis vanuit verschillende invalshoeken beschreven die zich op verschillende plaatsen in het boek bevinden. Dit maakte het chronologisch volgen van die gebeurtenis moeilijk, zeker als die chronologie doorliep tot in de volgende dynastie. Sima Guang (1019-1086), een ambtenaar-literaat uit de Song-tijd stelde daarom tussen 1066 en 1084 zijn Zizhi tongjian, de Doorlopende spiegel tot hulp bij het bestuur samen. Op basis van een groot aantal bronnen (waaronder de tot dan toe verschenen dynastieke geschiedenissen) schreef hij een strikt annalistisch samengestelde algemene geschiedenis van China voor de periode 403 v.Chr.-959 na Chr. Zijn voorbeeld werd op grote schaal nagevolgd, waardoor het gebruik van jizhuanti uiteindelijk beperkt bleef tot dynastieke geschiedenissen.
Deze vorm van geschiedschrijving werd overgenomen door Chinese buurstaten in Oost-Azië en is onder andere toegepast in de Koreaanse Samguk Sagi (Kronieken van de drie koninkrijken) en Goryeosa (Geschiedenis van Goryeo) en de Japanse Dai Nihonshi (大日本史, Grote geschiedenis van Japan). 

## Gebruikte literatuur
- Wilkinson, Endymion, Chinese History. A New Manual, Cambridge Ma (Harvard University Asia Center, for the Harvard-Yenching Institute), 2018, 5th edition, (Harvard-Yenching Institute monograph series, 100), ISBN 9780998888309, hoofdstuk 49 Standard Histories, met name pp.689-690.